# 14e étape du Tour de France 1999
Pour un article plus général, voir Tour de France 1999.
La 14e étape du Tour de France 1999 s'est déroulée le dimanche 18 juillet 1999. Elle part de Castres et arrive à Saint-Gaudens.

## Parcours
Après une vingtaine de km dans le Tarn, cette étape sans grande difficulté passe à Revel en Haute-Garonne avant d'entrer dans l'Aude pour y franchir la côte de Fendeille en 4e catégorie. En Ariège, le Tour passe à Pamiers avant d'aborder au km 101 la côte de Vicaria en 4e catégorie peu avant le ravitaillement, puis au Mas-d'Azil, à Saint-Girons, traverse le Comminges avant l'arrivée à Saint-Gaudens (km 199) en évitant les cols habituels sur ce territoire.

## Classement de l'étape
| \| Classement de l'étape \| Classement de l'étape \| Classement de l'étape \| Classement de l'étape \| Classement de l'étape \| \| Coureur \| Coureur \| Pays \| Équipe \| Temps \| \| --------------------- \| --------------------- \| --------------------- \| ------------------------------- \| --------------------- \| \| 1er \| Dimitri Konyshev \| Russie \| Mercatone Uno-Bianchi \| 4 h 37 min 59 s \| \| 2e \| Gianni Faresin \| Italie \| Mapei-Quick Step \| + 0 s \| \| 3e \| Massimiliano Lelli \| Italie \| Cofidis-Le Crédit par Téléphone \| + 4 s \| \| 4e \| Steffen Wesemann \| Allemagne \| Deutsche Telekom \| + 51 s \| \| 5e \| Jacky Durand \| France \| Lotto-Mobistar \| + 51 s \| \| 6e \| Wladimir Belli \| Italie \| Festina-Lotus \| + 51 s \| \| 7e \| Erik Zabel \| Allemagne \| Deutsche Telekom \| + 13 min 27 s \| \| 8e \| Stuart O'Grady \| Australie \| Crédit Agricole \| + 13 min 27 s \| \| 9e \| Christophe Capelle \| France \| BigMat-Auber 93 \| + 13 min 27 s \| \| 10e \| Gianpaolo Mondini \| Italie \| Cantina Tollo-Alexia Alluminio \| + 13 min 27 s \| |                    |           |                                 |                 |
| |                    |           |                                 |                 |
| |                    |           |                                 |                 |
| Classement de l'étape |                    |           |                                 |                 |
| Coureur | Coureur            | Pays      | Équipe                          | Temps           |
| 1er | Dimitri Konyshev   | Russie    | Mercatone Uno-Bianchi           | 4 h 37 min 59 s |
| 2e | Gianni Faresin     | Italie    | Mapei-Quick Step                | + 0 s           |
| 3e | Massimiliano Lelli | Italie    | Cofidis-Le Crédit par Téléphone | + 4 s           |
| 4e | Steffen Wesemann   | Allemagne | Deutsche Telekom                | + 51 s          |
| 5e | Jacky Durand       | France    | Lotto-Mobistar                  | + 51 s          |
| 6e | Wladimir Belli     | Italie    | Festina-Lotus                   | + 51 s          |
| 7e | Erik Zabel         | Allemagne | Deutsche Telekom                | + 13 min 27 s   |
| 8e | Stuart O'Grady     | Australie | Crédit Agricole                 | + 13 min 27 s   |
| 9e | Christophe Capelle | France    | BigMat-Auber 93                 | + 13 min 27 s   |
| 10e | Gianpaolo Mondini  | Italie    | Cantina Tollo-Alexia Alluminio  | + 13 min 27 s   |

## Classement général
Après cette étape de transition, pas de changement au classement général. Le porteur du maillot jaune l'Américain Lance Armstrong (US Postal Service) conserve bien évidement son maillot de leader. Il devance toujours l'Espagnol Abraham Olano (ONCE-Deutsche Bank) de sept minutes et 44 secondes du leader et le Suisse Alex Zülle (Banesto) de 7 minutes et 47 secondes.
| \| Classement général \| Classement général \| Classement général \| Classement général \| Classement général \| \| Coureur \| Coureur \| Pays \| Équipe \| Temps \| \| ------------------ \| ------------------ \| ------------------ \| --------------------- \| ------------------ \| \| 1er \| Lance Armstrong \| États-Unis \| US Postal Service \| DQ \| \| 2e \| Abraham Olano \| Espagne \| ONCE-Deutsche Bank \| + 7 min 44 s \| \| 3e \| Alex Zülle \| Suisse \| Banesto \| + 7 min 47 s \| \| 4e \| Laurent Dufaux \| Suisse \| Saeco-Cannondale \| + 8 min 07 s \| \| 5e \| Fernando Escartín \| Espagne \| Kelme-Costa Blanca \| + 8 min 53 s \| \| 6e \| Stéphane Heulot \| France \| La Française des jeux \| + 9 min 10 s \| \| 7e \| Richard Virenque \| France \| Polti \| + 10 min 03 s \| \| 8e \| Pavel Tonkov \| Russie \| Mapei-Quick Step \| + 10 min 18 s \| \| 9e \| Daniele Nardello \| Italie \| Mapei-Quick Step \| + 10 min 58 s \| \| 10e \| Giuseppe Guerini \| Italie \| Deutsche Telekom \| + 11 min 07 s \| |                   |            |                       |               |
| |                   |            |                       |               |
| |                   |            |                       |               |
| Classement général |                   |            |                       |               |
| Coureur | Coureur           | Pays       | Équipe                | Temps         |
| 1er | Lance Armstrong   | États-Unis | US Postal Service     | DQ            |
| 2e | Abraham Olano     | Espagne    | ONCE-Deutsche Bank    | + 7 min 44 s  |
| 3e | Alex Zülle        | Suisse     | Banesto               | + 7 min 47 s  |
| 4e | Laurent Dufaux    | Suisse     | Saeco-Cannondale      | + 8 min 07 s  |
| 5e | Fernando Escartín | Espagne    | Kelme-Costa Blanca    | + 8 min 53 s  |
| 6e | Stéphane Heulot   | France     | La Française des jeux | + 9 min 10 s  |
| 7e | Richard Virenque  | France     | Polti                 | + 10 min 03 s |
| 8e | Pavel Tonkov      | Russie     | Mapei-Quick Step      | + 10 min 18 s |
| 9e | Daniele Nardello  | Italie     | Mapei-Quick Step      | + 10 min 58 s |
| 10e | Giuseppe Guerini  | Italie     | Deutsche Telekom      | + 11 min 07 s |

## Classements annexes
| Classement par points | Classement par points | Classement par points | Classement par points | Classement par points |
| Coureur               | Coureur               | Pays                  | Équipe                | Points                |
| --------------------- | --------------------- | --------------------- | --------------------- | --------------------- |
| 1er                   | Erik Zabel            | Allemagne             | Deutsche Telekom      | 234 pts               |
| 2e                    | Stuart O'Grady        | Australie             | Crédit Agricole       | 226 pts               |
| 3e                    | Christophe Capelle    | France                | BigMat-Auber 93       | 158 pts               |
| 4e                    | François Simon        | France                | Crédit Agricole       | 140 pts               |
| 5e                    | George Hincapie       | États-Unis            | US Postal Service     | 139 pts               |

| Classement par points | Classement par points | Classement par points | Classement par points | Classement par points |
| Coureur               | Coureur               | Pays                  | Équipe                | Points                |
| --------------------- | --------------------- | --------------------- | --------------------- | --------------------- |
| 1er                   | Erik Zabel            | Allemagne             | Deutsche Telekom      | 234 pts               |
| 2e                    | Stuart O'Grady        | Australie             | Crédit Agricole       | 226 pts               |
| 3e                    | Christophe Capelle    | France                | BigMat-Auber 93       | 158 pts               |
| 4e                    | François Simon        | France                | Crédit Agricole       | 140 pts               |
| 5e                    | George Hincapie       | États-Unis            | US Postal Service     | 139 pts               |

| Classement de la montagne | Classement de la montagne | Classement de la montagne | Classement de la montagne | Classement de la montagne |
| Coureur                   | Coureur                   | Pays                      | Équipe                    | Points                    |
| ------------------------- | ------------------------- | ------------------------- | ------------------------- | ------------------------- |
| 1er                       | Richard Virenque          | France                    | Polti                     | 174 pts                   |
| 2e                        | Mariano Piccoli           | Italie                    | Lampre-Daikin             | 142 pts                   |
| 3e                        | Lance Armstrong           | États-Unis                | US Postal Service         | DQ                        |
| 4e                        | Dimitri Konyshev          | Russie                    | Mercatone Uno-Bianchi     | 110 pts                   |
| 5e                        | José Luis Arrieta         | Espagne                   | Banesto                   | 96 pts                    |

| Classement de la montagne | Classement de la montagne | Classement de la montagne | Classement de la montagne | Classement de la montagne |
| Coureur                   | Coureur                   | Pays                      | Équipe                    | Points                    |
| ------------------------- | ------------------------- | ------------------------- | ------------------------- | ------------------------- |
| 1er                       | Richard Virenque          | France                    | Polti                     | 174 pts                   |
| 2e                        | Mariano Piccoli           | Italie                    | Lampre-Daikin             | 142 pts                   |
| 3e                        | Lance Armstrong           | États-Unis                | US Postal Service         | DQ                        |
| 4e                        | Dimitri Konyshev          | Russie                    | Mercatone Uno-Bianchi     | 110 pts                   |
| 5e                        | José Luis Arrieta         | Espagne                   | Banesto                   | 96 pts                    |

| Classement du meilleur jeune | Classement du meilleur jeune | Classement du meilleur jeune | Classement du meilleur jeune     | Classement du meilleur jeune |
| Coureur                      | Coureur                      | Pays                         | Équipe                           | Temps                        |
| ---------------------------- | ---------------------------- | ---------------------------- | -------------------------------- | ---------------------------- |
| 1er                          | Benoît Salmon                | France                       | Casino                           | 67 h 36 min 00 s             |
| 2e                           | Mario Aerts                  | Belgique                     | Lotto-Mobistar                   | + 4 min 59 s                 |
| 3e                           | Salvatore Commesso           | Italie                       | Saeco-Cannondale                 | + 10 min 48 s                |
| 4e                           | Luis Pérez Rodríguez         | Espagne                      | ONCE-Deutsche Bank               | + 23 min 16 s                |
| 5e                           | Francisco Tomás García       | Espagne                      | Vitalicio Seguros-Grupo Generali | + 24 min 43 s                |

| Classement du meilleur jeune | Classement du meilleur jeune | Classement du meilleur jeune | Classement du meilleur jeune     | Classement du meilleur jeune |
| Coureur                      | Coureur                      | Pays                         | Équipe                           | Temps                        |
| ---------------------------- | ---------------------------- | ---------------------------- | -------------------------------- | ---------------------------- |
| 1er                          | Benoît Salmon                | France                       | Casino                           | 67 h 36 min 00 s             |
| 2e                           | Mario Aerts                  | Belgique                     | Lotto-Mobistar                   | + 4 min 59 s                 |
| 3e                           | Salvatore Commesso           | Italie                       | Saeco-Cannondale                 | + 10 min 48 s                |
| 4e                           | Luis Pérez Rodríguez         | Espagne                      | ONCE-Deutsche Bank               | + 23 min 16 s                |
| 5e                           | Francisco Tomás García       | Espagne                      | Vitalicio Seguros-Grupo Generali | + 24 min 43 s                |

| Classement par équipes | Classement par équipes | Classement par équipes | Classement par équipes |
| Équipe                 | Équipe                 | Pays                   | Temps                  |
| ---------------------- | ---------------------- | ---------------------- | ---------------------- |
| 1re                    | Festina-Lotus          | France                 | 202 h 17 min 45 s      |
| 2e                     | ONCE-Deutsche Bank     | Espagne                | + 5 min 19 s           |
| 3e                     | Mapei-Quick Step       | Belgique               | + 5 min 23 s           |
| 4e                     | Banesto                | Espagne                | + 6 min 11 s           |
| 5e                     | Kelme-Costa Blanca     | Espagne                | + 11 min 44 s          |

| Classement par équipes | Classement par équipes | Classement par équipes | Classement par équipes |
| Équipe                 | Équipe                 | Pays                   | Temps                  |
| ---------------------- | ---------------------- | ---------------------- | ---------------------- |
| 1re                    | Festina-Lotus          | France                 | 202 h 17 min 45 s      |
| 2e                     | ONCE-Deutsche Bank     | Espagne                | + 5 min 19 s           |
| 3e                     | Mapei-Quick Step       | Belgique               | + 5 min 23 s           |
| 4e                     | Banesto                | Espagne                | + 6 min 11 s           |
| 5e                     | Kelme-Costa Blanca     | Espagne                | + 11 min 44 s          |